# Coleophora depunctella
Coleophora depunctella é uma espécie de mariposa do gênero Coleophora pertencente à família Coleophoridae.